# Moschea Sidi Yahya
Sidi Yahya è una moschea e madrasa di Timbuctù nel Mali, la cui costruzione fu terminata nel 1440. Sidi Yahya, insieme a Djinguereber e Sankoré compone l'Università di Timbuctù. Il mausoleo di Sidi Yahya è stato distrutto il 2 luglio 2012 durante la battaglia di Gao e Timbuctù. Secondo la leggenda di questo sito sacro, la porta principale dell'edificio non avrebbe dovuto essere aperta prima dell'ultimo giorno, della fine del mondo.

## Storia
Sidi Yahya prende il nome dal suo primo imam e principale docente Sidi Yahya (chiamato anche Sidi Yahya Tadelsi o Sidi Yahya Al Andalusi). La moschea è situata a sud della più famosa Moschea Sankoré. La costruzione della moschea di Sidi Yahya iniziò nel 1400 ad opera di sheikh El Mokthar Hamalla in attesa dell'arrivo di un grande santo. La costruzione ha impiegato 40 anni prima di essere completata. Nel 1441 Mohamed Naddah, governatore della città di Timbuctù, nominò il suo amico Sidi Yahya come primo imam della moschea. Questo fu l'inizio dell'utilizzo della moschea come madrassa o come grande centro d'insegnamento della regione.

## Cambiamenti
La moschea di Sidi Yahya fu restaurata nel 1577-1578 da Cadi Al Akib. La sua forma originaria fu alterata nel 1939, riducendola in apparenza ad una fortezza militare. Il minareto originale, è rimasto comunque intatto. Al di sotto dell'edificio, sono posti i sepolcri di Sidi Yahya e di Mohamed Naddah. Le porte della moschea sono state restaurate seguendo lo stile gotico delle architetture di primo piano dei paesi islamici.

## Elementi caratteristici
Sidi Yahya ricorda da vicino le altre moschee famose di Timbuctù (Sankoré e Djinguereber). Le principali sono nella sua altezza inferiore e nelle porte riccamente decorate con una forte influenza marocchina. La moschea ha tre file di pilastri sulle facciate poste sull'asse nord-sud. Il cortile principale è situato nella parte sud della città ed è dominato dal minareto. Il cortile è stato convertito in un cimitero, tuttavia non è più in uso. Gli imam della scuola sono sepolti in una zona sotterranea, situata nella parte nord della moschea. Le preghiere della sera e del mattino sono eseguite lì. Contiene anche gli alloggi per la guardia della moschea. Una corte più piccola ed esterna è utilizzata come spazio di lettura durante la celebrazione dell'anniversario di nascita del Profeta Maometto. Rispetto alle altre moschee di Timbuctu, questa gode di maggiori cura e manutenzione.

## Profanazione
Nell'estate del 2012, i membri di Ansar Dine danneggiarono le porte della moschea, che secondo la leggenda non avrebbe dovuto essere aperte prima della fine dei tempi. Gli estremisti hanno sostenuto che il sito fosse oggetto di idolatria, ciononostante hanno offerto circa 100 dollari per riparare la moschea.